# Halex Fossae
Halex Fossae és una estructura geològica del tipus fossa a la superfície de Mart, situada amb el sistema de coordenades planetocèntriques a 28.62 ° de latitud N i 234.54 ° de longitud E. Fa 147.25 km de diàmetre. El nom va ser fet oficial per la UAI l'any 1985 i pren el nom d'una característica d'albedo localitzada a 40 ° de latitud N i 110 ° de longitud O.